# Rezerwat przyrody „Tigiriekskij”
Rezerwat przyrody „Tigiriekskij” (ros.Государственный природный заповедник «Тигирекский») – ścisły rezerwat przyrody (zapowiednik) w Kraju Ałtajskim w Rosji. Znajduje się w rejonach zmieinogorskim, krasnoszczokowskim i trietiakowskim. Jego obszar wynosi 406,93 km², a strefa ochronna 262,57 km². Rezerwat został utworzony dekretem rządu Federacji Rosyjskiej z dnia 12 kwietnia 1999 roku. Dyrekcja rezerwatu znajduje się w mieście Barnauł.

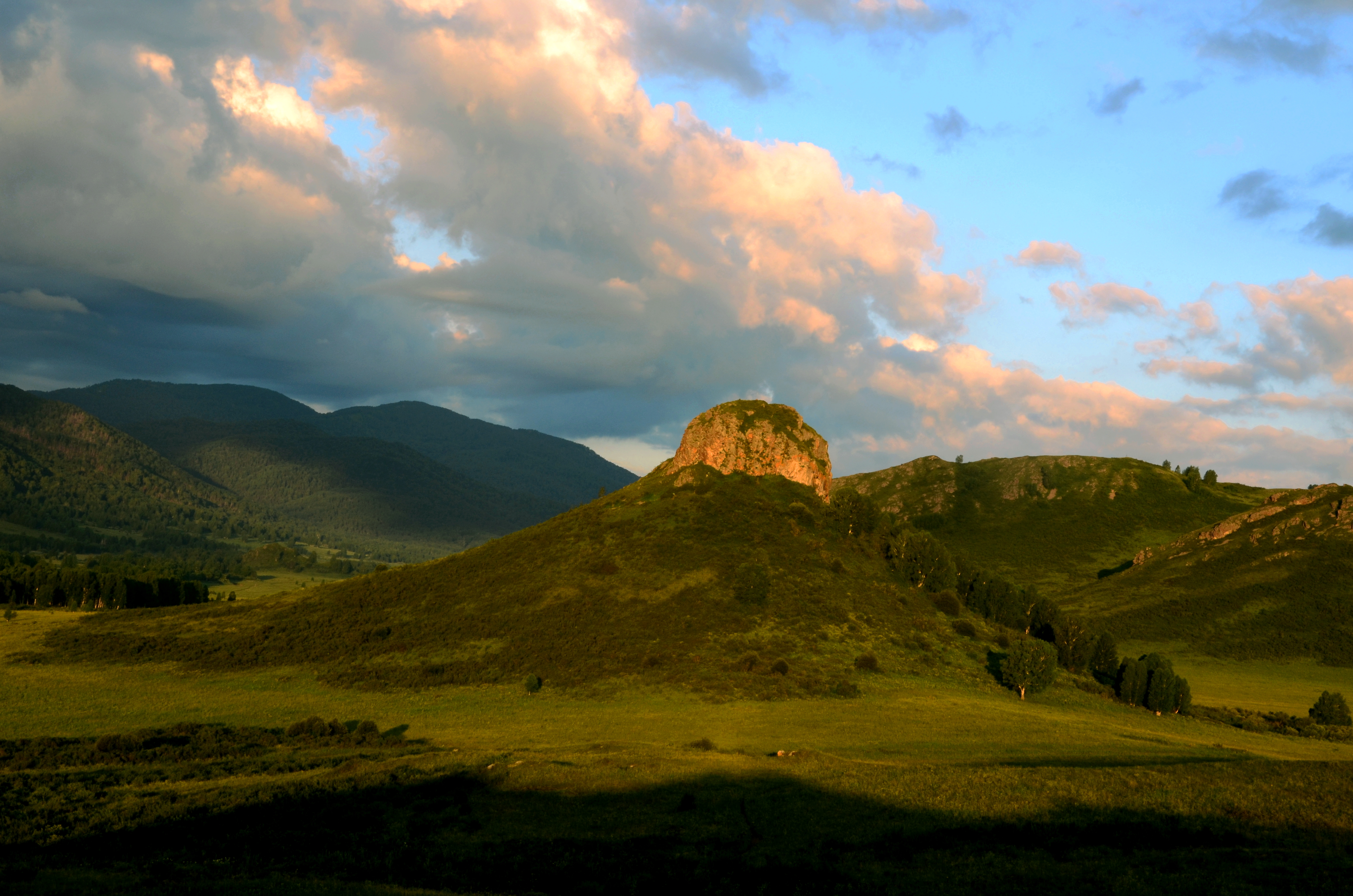
Góra Szliapnaja

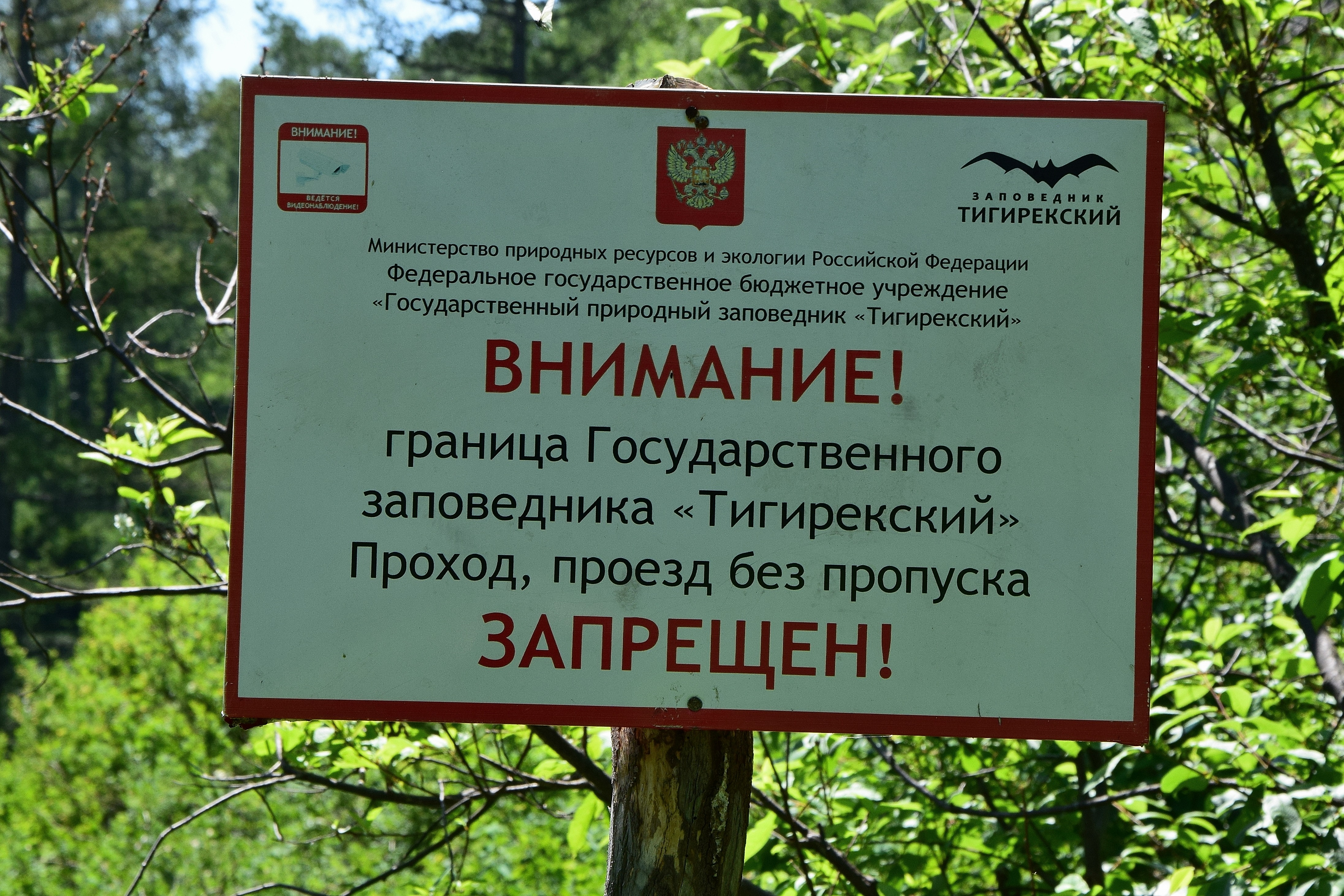
Tablica na granicy rezerwatu

## Opis
Rezerwat położony jest w Górach Tigireckich (północno-zachodnia część Ałtaju) na granicy z Kazachstanem. Składa się z trzech części i leży na wysokościach od 500 do 2000 m n.p.m. Szczyty są kopulaste, a najwyższe z nich to Czernaja (2013 m n.p.m.) i Razrabotnaja (1962 m n.p.m.). Znajduje się tu dużo rzek, z których największą jest Biełaja. Doliny rzeczne są wąskie o stromych zboczach. Jest dużo jaskiń i innych zjawisk krasowych.
Klimat jest kontynentalny. Najzimniejszym miesiącem jest styczeń (najniższa zanotowana to -52 °С), najcieplejszym jest lipiec (najwyższa zanotowana to +38 °С).

## Flora
Dużą część rezerwatu zajmuje czarna tajga, w których rosną rośliny okresu przedlodowcowego – relikty trzeciorzędowe takie jak: Osmorhiza aristata, wawrzynek wilczełyko, dzwonek szerokolistny, paprotnik Brauna, żankiel  z gatunku Sanicula uralensis. Występują też lasy osikowo-jodłowe, same jodły rosną w dolinach rzecznych. Górną granicę lasu tworzą lasy sosnowo-jodłowe. Wyżej występują łąki subalpejskie. Na wysokościach 500–900 m n.p.m. duże obszary zajmują stepy.

## Fauna
W rezerwacie występuje 62 gatunki ssaków, 151 gatunków ptaków, 6 gatunków gadów, 2 gatunki płazów, 10 gatunków ryb. Żyje tu dużo takich zwierząt jak np.:niedźwiedź brunatny, gronostaj europejski, łasica syberyjska i lis rudy. Rzadziej występują wilk szary, ryś euroazjatycki, borsuk azjatycki, soból tajgowy i rosomak tundrowy. Spośród parzystokopytnych pospolite są sarna syberyjska, jeleń szlachetny, dzik euroazjatycki i łoś euroazjatycki. Z ptaków żyją m.in.: cietrzew zwyczajny, dzięcioł mały, świergotek drzewny, błotniak zbożowy, czarnopiór. Rzadko występuje bocian czarny, sęp płowy, jastrząb zwyczajny, krogulec zwyczajny, orzeł przedni, sęp kasztanowaty, pustułka zwyczajna. Płazy są reprezentowane przez żabę moczarową i ropuchę szarą. Gady to żmija zygzakowata, zaskroniec zwyczajny, połoz z gatunku Elaphe dione, mokasyn hali, jaszczurka żyworodna i jaszczurka zwinka.